# Nejvyšší maršálek
Nejvyšší zemský maršálek (německy Oberstlandmarschall), také označovaný jako nejvyšší královský či český maršálek, též nejvyšší maršálek Království českého, byl třetím nejvýznamnějším českým zemským stavovským úředníkem. Stál v čele českého zemského sněmu. Původně byl úřad společný pro Čechy i Moravu, po roce 1625 však svou působnost omezil pouze na Čechy. Úřad existoval od 13. století až do roku 1913.
Úřad mnohdy s odlišnými pravomocemi existoval i v jiných zemích.

## České království

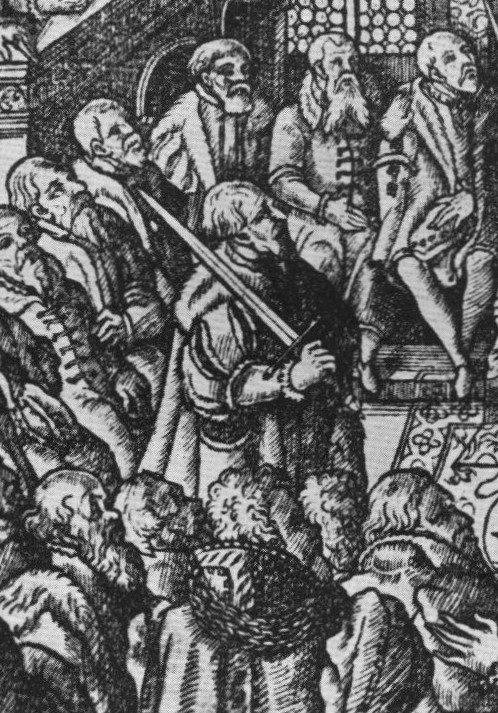
Nejvyšší maršálek na českém zemském sněmu v roce 1564, v rukou drží svatováclavský meč

Původně byl nejvyšší maršálek dvorským úředníkem, postupně se však jeho úřad stal funkcí stavovskou. V jeho kompetenci bylo rozhodování čestných záležitostí panského stavu včetně soudnictví o čest. Od počátku 14. století se úřad dědil v rodině pánů z Lipé, kteří o něj přišli až v souvislosti s pobělohorskými konfiskacemi.
V době předbělohorské byl nejvyšší maršálek třetím nejvýznamnějším úředníkem Království českého, v Markrabství moravském byl po hejtmanovi druhým nejvýznamnějším. Roku 1625 byla jeho působnost omezena pouze na Čechy, ale Obnoveným zřízením zemským mu bylo potvrzeno jeho postavení třetího úředníka v království. Úřad pak byl obsazován rodem Berků z Dubé a po jejich vymření byl obsazován volně pouze na dobu pěti let. Před Bílou horou přísahal králi a stavům, po Bílé hoře pouze králi a jeho dědicům. Do zániku místodržitelského kolegia v roce 1748 byl jedním z jeho jedenácti řádných členů. Po josefínských reformách se z úřadu stal pouhý čestný titul. Oficiálně nejvyšší maršálek zůstal v čele českého zemského sněmu, který sice svolával panovník, ale maršálek jej zahajoval, řídil a uzavíral. Z titulu své funkce předsedal i českému zemskému výboru.
Poslední nejvyšší český maršálek Ferdinand Jiří z Lobkowicz skončil v úřadu roku 1913, kdy byl anenskými patenty dočasně rozpuštěn zemský sněm (jehož byl maršálek předsedou). Do zániku monarchie roku 1918 pak už sněm nebyl obnoven a staré úřady byly nahrazeny republikánskými.
Během obřadu korunovace českých králů nosil svatováclavský meč.

### Seznam nejvyšších maršálků Českého království
- 1146–1148 Jiří
- 1159 Chotěbor († 12. 11. 1159)
- 1160–1165 Vojslav
- před 1167 Soběslavec
- 1171 Dlugomil
- 1175–1177 Heřman
- 1177 Dluhomil
- 1180 Protiva
- 1185–1187 Jindřich
- 1216–1222 Jindřich I. z Hradce (kolem 1160 – 1237)[3]
- 1222 Častolov ze Žitavy (před 1200 – asi 1253)
- 1224 Diviš
- 1228 Držislav
- 1253–1277 Zdislav
- 1255–1262 (3. nebo 4. 6.) Vok I. z Rožmberka († 3. 6.[4][5] nebo 4. 6.[zdroj?] 1262 Štýrský Hradec)
- 1263–1267 Jindřich z Lichtenburka (Hynek z Lichtenburka) († 1296)
- 1267–1275 Purkart z Janovic († po 1289)
- 1277–1279 Bavor II. ze Strakonic[6]
- 1288 Vítek z Hluboké
- 1289 Albrecht ze Žeberka
- 1293 Mikuláš I. Opavský[6] (kolem 1255 – červenec 1318 Brno)
- 1305–1307 Dobeš z Bechyně († 1307)
- 1308–1317 Jindřich z Lipé († 27. 8. 1329) – poprvé
- 1317 Konrád z Buchsessu
- 1318 Vilém Zajíc z Valdeka († 1319)
- 1319–1329 (26. 8.) Jindřich z Lipé († 27. 8. 1329) – podruhé
- 1330–1336 Jindřich z Lipé († 1336)
- 1340[7]–1347 Bertold z Lipé († 1347)
- 1347–1348 Jindřich III. z Lipé
- 1349–1363 Čeněk z Lipé († 1363)
- 1371 Jindřich III. z Lipé
- 1376–1385 Hynek z Lipé
- 1389–1397[8] Jindřich III. z Lipé na Templštejně
- 1414–1415 Hanuš z Lipé († 1415)
- 1417–1424[9] Jindřich IV. z Lipé na Templštejně
- 1436–1449 Bertold z Lipé na Moravském Krumlově
- 1452–1473 Jindřich z Lipé na Moravském Krumlově
- 1475–1483 Bertold z Lipé († 1483)
- 1483–1490 Vilém II. z Pernštejna na Helfštýně (1435 – 8. 4. 1521 Pardubice)[10]
- 1500–1506 Bertold z Lipé
- 1508–1513 Jindřich z Lipé na Moravském Krumlově[11]
- 1516[12]–1541 Jan z Lipé na Moravském Krumlově († 1541)
- 1541–1562 Bertold z Lipé na Moravském Krumlově
- 1562–1589 Čeněk z Lipé na Hodoníně († 1589)
- 1589–1598 (23. 1.) Jan z Lipé († 23. 1. 1589)
- 1610–1620 Pertold Bohubud z Lipé († 1643)
- 1620–1626 nebo 1625 (?) Lev Burian Berka z Dubé (cca 1586/1590 – 26. března 1626)
- 1626–1644 Matyáš Ferdinand Berka z Dubé (1620/1621 – 20. 8. 1644 Jihlava)
- 1645 (10. 6.) – 1684 (2. 11.) Adam Matyáš z Trauttmansdorffu (1617 – 2. 11. 1684 Horšovský Týn)
- 1685 (24. 3.) – 1689 Rudolf Vilém z Trauttmansdorffu († 1689)
- 1689 (30. 4.) – 1700 Heřman Jakub Czernin z Chudenic (25. 7. 1659 Vídeň – 8. 8. 1710 Praha)
- 1701 (10. 6.) – 1706 (24. 4.) František Antonín Berka z Dubé († 24. 4. 1706 Vídeň), v letech 1678–1704 působil jako vyslanec v zahraničí, naposledy v Benátkách[13]
- 1706–1708 Antonín Jan z Nostic-Rienecku (1652 – 30. 10. 1736)
- 1708 (24. 7.) – 1719 (25. 7.) Jan Václav z Gallasu († 25. 7. 1719)
- 1720 (20. 2.) – 1731 Jan Josef z Valdštejna (26. 6. 1684 – 22. 4. 1731)
- 1733 (17. 10.) – 1740 Štěpán Vilém Kinský (26. 12 1679 – 12. 3. 1749)[14]
- 1741 (5. 3.) – 1746 František Jindřich I. Šlik (28. 2. 1696 – 9. 1. 1766)
- 1747–1749 (1757?) František Leopold Buquoy (29. 11. 1703 Vídeň – 10. 10. 1767 Praha)
- 1759–1760 Václav Kazimír Netolický z Eisenberka (4. 3. 1700 Přehořov – 15. 3. 1760 Praha)
- 1760–1767 Karel Gotthard ze Schaffgotsche (27. 7. 1706 – 18. 12. 1780)
- 1768–1789 (19. 9.) František Adam ze Šternberka (20. 7. 1711 Vídeň – 19. 9. 1789 Žirovnice)
- 1791–1803 (28. 1.) August Antonín Josef z Lobkowicz (21. 9. 1729 Praha – 28. 1. 1803 Praha)
- 1803 (5. 5. ) – 1812 (20. 1.) Vojtěch Václav z Klebelsbergu (3. 11. 1738 Libořice – 20. 1. 1812 Praha)
- 1812 (23. 4.) – 1830 (16. 2.) Josef Antonín Wratislav z Mitrowicz (2. 9. 1764 Prčice – 17. 2. 1830 Praha)
- 1830 (5. 6.) – 1830 (27. 8.) František Josef z Vrtby († 27. 8. 1830)
- 1831 (17. 3.) – ? Kristián Kryštof Clam-Gallas (3. 9. 1771 – 21. 8. 1838), úřad zastával v době korunovace Ferdinanda V. Dobrotivého v roce 1836[15]
- (určitě 1840 a 1847) Prokop Hartmann z Klarštejna (11. 8. 1787 – 21. 12. 1868 Praha)
- 1861–1863 Albert Nostitz-Rieneck (23. 8. 1807 Trmice – 25. 1. 1871 Praha) – poprvé
- 1863–1866 Karl Rothkirch-Panthen (2. 12. 1807 Falkenau – 31. 3. 1870 Praha)
- 1866–1867 Albert Nostitz-Rieneck (23. 8. 1807 Trmice – 25. 1. 1871 Praha) – podruhé
- 1867 Edmund Hartig (2. 11. 1812 Vídeň – 30. 3. 1883 San Remo)
- 1867–1870 Adolf z Auerspergu (21. 7. 1821 Vlašim – 5. 1. 1885 zámek Goldegg)
- 1870–1871 Albert Nostitz-Rieneck (23. 8. 1807 Trmice – 25. 1. 1871 Praha) – potřetí
- 1871–1872 Jiří Kristián z Lobkowicz (14. 5. 1835 Vídeň – 21. 12. 1908 Praha) – poprvé
- 1872–1883 Karel Vilém z Auerspergu (1. 5. 1814 Praha – 4. 1. 1890 Praha)
- 1883–1907 Jiří Kristián z Lobkowicz (14. 5. 1835 Vídeň – 21. 12. 1908 Praha) – podruhé
- 1907–1913 Ferdinand Jiří z Lobkowicz (26. 6. 1850 Dolní Beřkovice – 22. 4. 1926 Milán)

## Rakousko
Seznam zemských maršálků rakouských zemských stavů (Landmarschälle der Österreichischen Landstände):
- 1282–1306 Heřman z Landenbergu (od roku 1300 Heřman z Landenberg-Greifensee; 1256–1306)
- 1306–1326 Dietrich z Pillichsdorfu († 1326)
- 1330–1354 Oldřich z Pfannbergu (asi 1287–1354)
- 1358–1360 Heřman II. z Landenberg-Greifensee (asi 1300–1361)
- 1360–1367 Leuthold II. ze Stadecku (Statteggu) († 1367)
- 1367–1368 Fridrich z Wallsee († 1368)
- 1368–1375 Heidenreich z Maissau († 1381), poprvé
- 1375–1377 Bernhard z Maissau
- 1378–1380 Heidenreich z Maissau († 1381), podruhé
- 1384–1397 Rudolf z Wallsee († 1397)
- 1397–1402 Oldřich z Dachsbergu († 1402)
- 1403–1405 Fridrich z Wallsee
- 1406–1406 Jan z Maidburg-Hardeggu
- 1407–1407 Otto z Maissau († 1440)
- 1409–1413 Hartneid z Pottendorfu (asi 1389–1426)
- 1417–1422 Pilgrim z Puchheimu
- 1424–1424 Jan ze Schaunbergu (1396–1453), poprvé
- 1425–1425 Hans z Windenu (asi 1369–1431)
- 1427–1433 Hans z Ebersdorfu († 1444)
- 1437–1439 Jan ze Schaunbergu (1396–1453), podruhé
- 1441–1446 Rüdiger ze Starhembergu
- 1447–1454 Bernhard ze Schaunbergu (1421–1473)

### Dolní Rakousy
Seznam zemských maršálků dolnorakouských zemských stavů (Landmarschälle der Niederösterreichischen Landstände):
- 1454–1459 Bernhard ze Schaunbergu
- 1460–1464 Jörg z Kuenringu
- 1466–1472 Jörg z Pottendorfu († 1486)
- 1475–1483 Michael z Maidburg-Hardeggu († 1483)
- 1487–1501 Kryštof III. z Liechtensteinu na Mikulově († 1506)
- 1502–1509 Beneš z Ebersdorfu
- 1509–1514 Vilém z Puchheimu († 1542), poprvé
- 1515–1522 Kašpar z Volkensdorfu († 1525)
- 1522–1527 Kryštof z Puchheimu († 1554)
- 1527–1531 Jiří z Puchheimu († 1531)
- 1532–1533 Wolfgang z Rogendorfu (1483–1540)
- 1533–1541 Vilém z Puchheimu († 1542), podruhé
- 1542–1544 Kryštof z Eyczingu
- 1545–1558 Ondřej z Puchheimu (1510–1558)
- 1559–1563 Jáchym z Schönkirchenu
- 1566–1590 Hans Vilém Rogendorfu (1531–1590)
- 1590–1592 Ludvík z Schönkirchenu
- 1592–1606 Zikmund z Lamberg-Ortenegg-Ottensteinu (1536–1616)
- 1606–1620 Jiří Bernhard z Urschenbecku (1551–1620)
- 1620–1626 Seifried Kryštof Breuner, sv. pán ze Stübingu, Fladnitz a Rabensteinu
- 1626–1632 Hans Baltazar z Hoyose (starší)
- 1632–1637 Zikmund Adam z Abenspergu a Traun-Meissau (1573–1637)
- 1637–1642 Jan František z Trautsonu, hrabě z Falkensteinu
- 1642–1651 Jiří Achaz z Losensteinu (1597–1653)
- 1651–1668 Arnošt z Abenspergu a Traun-Meissau (1608–1668)
- 1668–1678 Ferdinand Maxmilián ze Sprinzensteinu (1625–1679)
- 1679–1681 Hans Baltazar (mladší) z Hoyose (1626–1681)
- 1681–1690 František Maxmilián z Mollartu
- 1690–1715 Otto Ehrenreich z Abenspergu a Traun-Meissau (1644–1715)
- 1715–1742 Alois Tomáš Raimund z Harrach-Rohrau-Thannhausenu (1669–1742)
- 1742–1744 Ferdinand Leopold z Herbersteinu (1695–1744)
- 1744–1745 Bedřich August Gervasius z Harrach-Rohrau-Thannhausenu (1696–1779)
- 1745–1750 Ferdinand Bonaventura II. Antonín z Harrach-Rohrau a Thannhausenu (1708–1778)
- 1750–1753 Karel Ferdinand z Königsegg-Rothenfels-Erpse (1696–1759)
- 1753–1775 Jan Vilém z Trautsonu a Falkensteinu (1700–1775)
- 1775–1790 Jan Antonín z Pergenu
- 1790–1791 Leopold Kryštof z Schallenbergu (1712–1800)
- 1791–1797 Jan František Antonín z Khevenhüller-Metsche (1737–1797)
- 1798–1802 Ludvík z Cavriani, sv. pán z Unter-Waltersdorfu (1739–1815)
- 1802–1802 Karel ze Zinzendorf-Pottendorfu (1739–1813)
- 1803–1805 František Josef ze Saurau
- 1807 Jáchym Egon z Fürstenberg-Weitry (1749–1828)
- 1808–1809 Jan Nepomuk z Trauttmansdorff-Weinsbergu (1757–1809)
- 1809–1811 neobsazen
- 1811–1825 Josef Karel z Dietrichsteinu (19. 10. 1763 Vídeň – 17. 9. 1825 Vídeň)
- 1825–1846 Petr z Goëss (1774–1846)
- 1846–1848 Albert z Montecuccoli-Laderchi (1802–1852)